# Gustaf De Geer (1859–1945)
Carl Gustaf Gerard De Geer af Finspång, född den 14 november 1859 i Stockholm, död där den 2 september 1945, var en svensk friherre, militär och företagsledare.

## Biografi
De Geer avlade officersexamen 1883. Han tjänstgjorde i franska armén i Algeriet och Frankrike 1888–1890. De Geer blev löjtnant vid Kronprinsens husarregemente 1891, fick transport till Livgardet till häst 1897 och blev ryttmästare där 1899. Han befordrades till major vid Skånska dragonregementet 1909, beviljades avsked 1910 och fick då transport till Livgardets till häst reserv. De Geer var vice direktör i Almqvist och Wiksell tryckeriaktiebolag 1910–1923 (samtidigt vice ordförande i styrelsen). Han var ordförande i styrelsen för Ivar Hæggströms boktryckeri- och bokförlagsaktiebolag och styrelseledamot i Hugo Gebers förlagsaktiebolag från 1928. De Geer blev riddare av Svärdsorden 1904 och av Vasaorden 1913.

### Familj
Gustaf De Geer, som tillhörde ätten De Geer af Finspång, var son till Gustaf De Geer och Natalie Ramsay. Han gifte sig första gången 1890 i Stockholm med grevinnan Augusta von Rosen (1863–1907), dotter till generalmajoren, greve Axel von Rosen och Marianne Dorotea Hedvig von Mecklenburg. De fick tillsammans barnen majoren Carl De Geer (1891–1971), översten Gerard De Geer (1893–1992), företagsledaren Gösta De Geer (1895–1986) och löjtnanten Louis De Geer (1905–1934). Gustaf De Geer gifte sig andra gången 1910 i Stockholm med friherrinnan Sigrid Cederström (1885–1965), dotter till civilingenjören, friherre Oskar Fredrik Cederström och Lydia Maria Meijer. Han vilar med sina båda makor i en familjegrav på Norra begravningsplatsen utanför Stockholm.